# Juliusz Zieliński

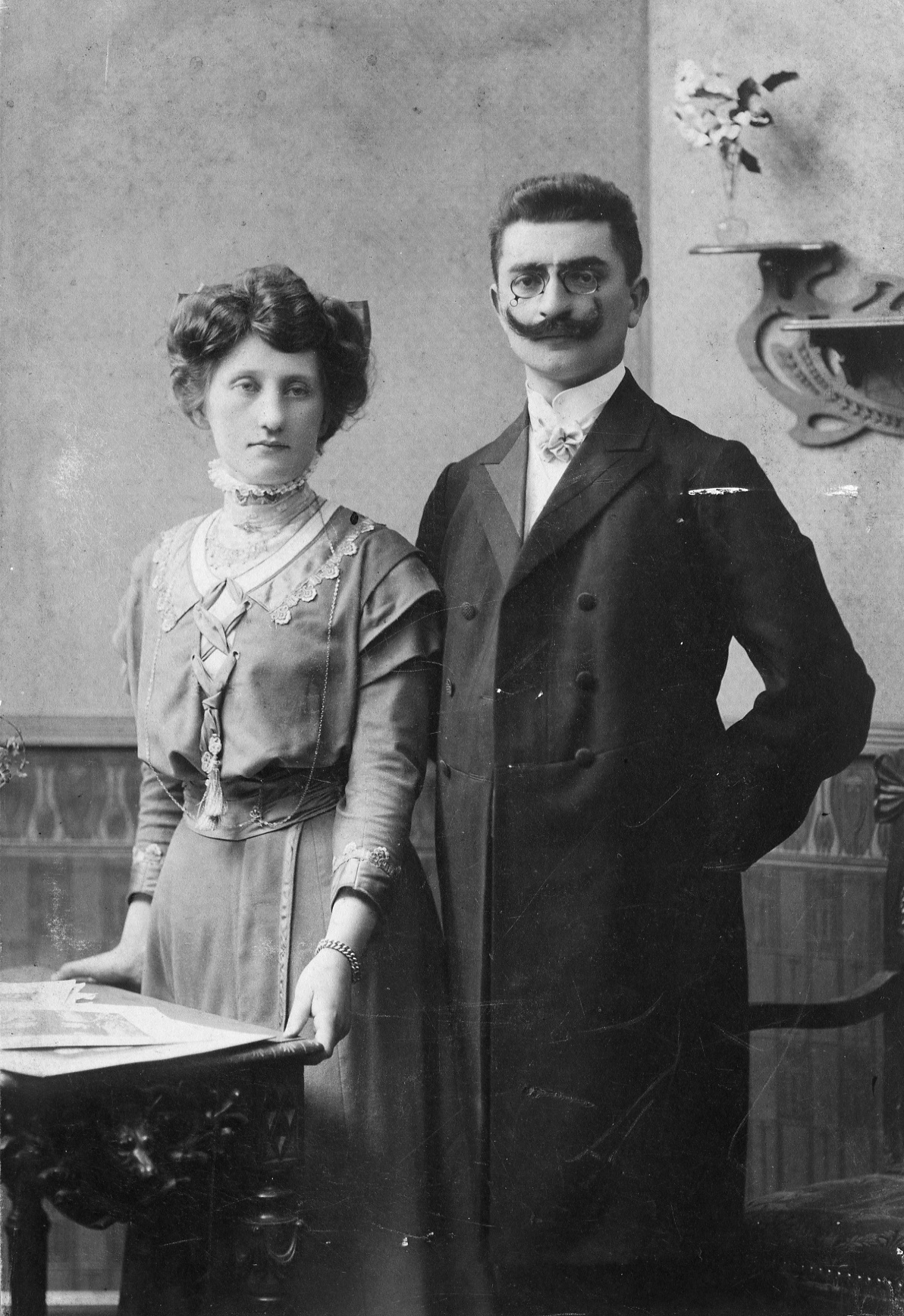
Juliusz Zieliński z Marią z Domańskich, 1912

Juliusz Zieliński (ur. 6 maja 1881 w Komorsku (powiat świecki), zm. 9 stycznia 1944 w Dachau) – nauczyciel, działacz przedwojennego Związku Polaków w Niemczech, dyrektor polskiej szkoły w Złotowie (Krajna).

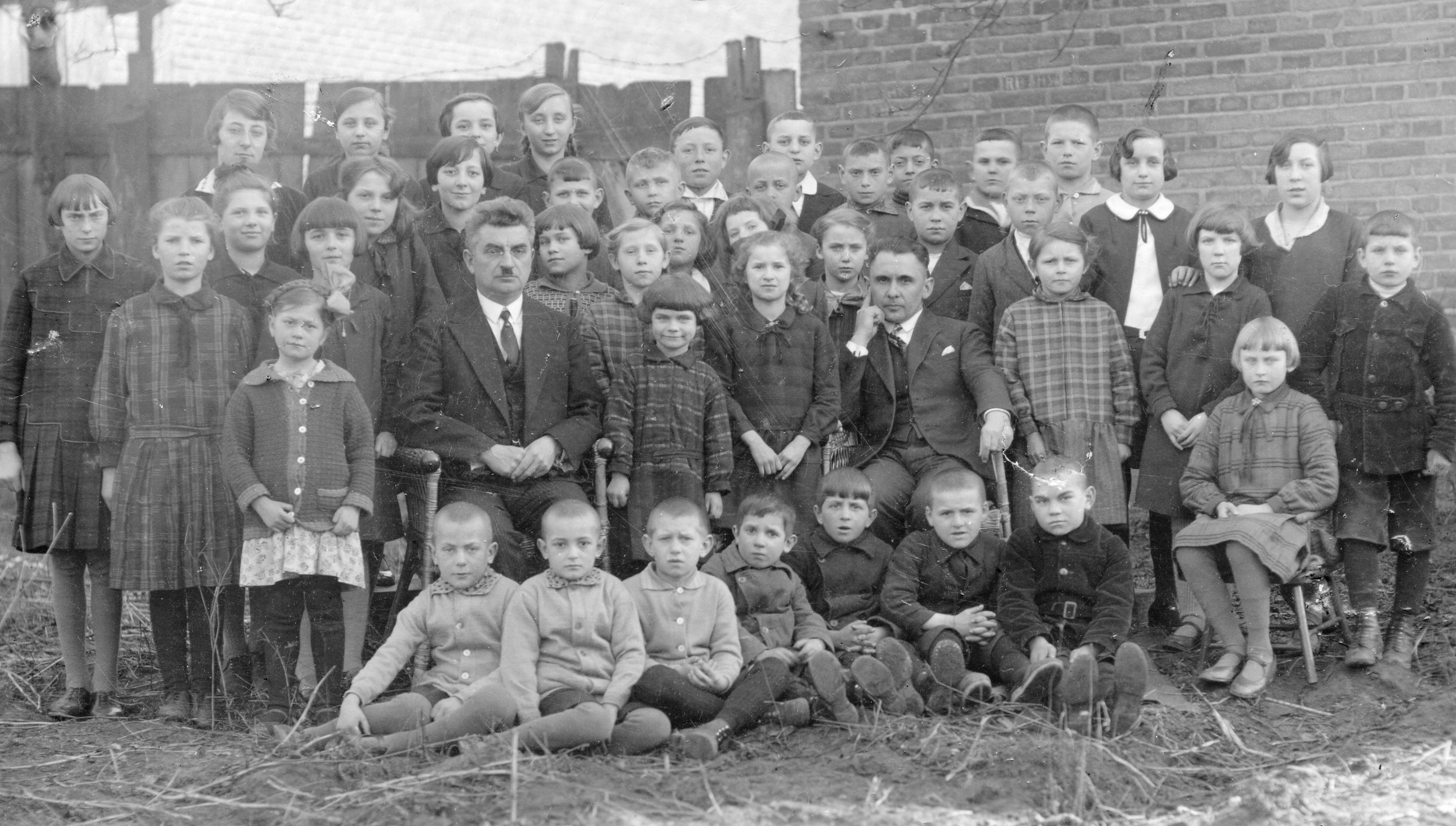
w otoczeniu uczniów

## Życiorys

### Do 1929
Syn polskich rolników: Jakuba Zielińskiego i Weroniki z domu Oszwałdowskiej. Maturę złożył w roku 1901 w niemieckim Seminarium Nauczycielskim w Tucholi, po czym od roku szkolnego 1901/1902 podjął pracę w szkolnictwie powszechnym: najpierw w szkole w Kozłowie, następnie w Buku Pomorskim, a od 1912 w Białochowie, gdzie w listopadzie tego roku ożenił się z Marią z domu Domańską, córką nauczyciela Franciszka Domańskiego i siostrą księdza Bolesława Domańskiego; szkołę w Białochowie objął w tym samym roku po swym odchodzącym na emeryturę teściu.
Podczas I wojny światowej jako poddany Królestwa Prus pełnił służbę w armii niemieckiej; powołano go 12 stycznia 1915 i po przeszkoleniu skierowano w lipcu na front wschodni przeciw Rosji w stopniu podoficerskim (Unteroffizier) jako sanitariusza. Tam na początku sierpnia został ranny w bitwie nad Narwią; po powrocie do zdrowia w październiku skierowano go do Francji – na pozycje nad rzekami Sommą i Oise, gdzie przebywał do stycznia 1916. Po kilkukrotnych pobytach w szpitalu spowodowanych niewydolnością serca 17 sierpnia 1916 został zwolniony z wojska. Wrócił do rodziny do Białochowa, gdzie podjął ponownie pracę w szkole.
W latach 1919–1920, po odrodzeniu się Polski, włączył się w tworzenie struktur państwowości polskiej na Pomorzu; m.in. został komendantem Straży Obywatelskiej; potem, 14 stycznia 1920, starosta grudziądzki mianował go komisarycznym wójtem na obwód Dusocin, a dzień później także na funkcję komisarycznego urzędnika stanu cywilnego w obwodzie Białochowo.
Jeszcze w tym samym roku wyjechał z rodziną z Białochowa i osiadł w odległym o 10 km Szembruczku, gdzie został kierownikiem szkoły. 14 sierpnia 1920 grudziądzki powiatowy komendant Straży Narodowej mianował go obwodowym komendantem 18. kompanii Straży Narodowej na obwód Łasin. 20 września 1921 Pomorska Izba Skarbowa mianowała go zastępcą członka komisji wymiarowej na powiat wiejski Grudziądz. Był też członkiem organizacji kombatanckiej – Towarzystwa Powstańców i Wojaków (w komórce Towarzystwa na rejon Gardeja-Budy oraz Szembruk w Obwodzie Grudziądzkim pełnił od 1923 r. funkcję komendanta, a w 1928 – kierował referatem oświaty). W tym samym rejonie – Gardeja-Budy – został w 1928 prezesem nowo utworzonego Oddziału Pomorskiej Ligi Obrony Powietrznej Państwa. Oprócz aktywności nauczycielskiej oraz związanej z tworzeniem struktur państwa miał też zainteresowania zupełnie innego rodzaju: przyjął np. też obowiązki sekretarza lokalnego Towarzystwa Pszczelniczego (wchodzącego w skład Związku Towarzystw Pszczelniczych na Pomorzu) w obwodzie Łasin, liczącego (w roku 1928) 47 członków.

### 1929–1939

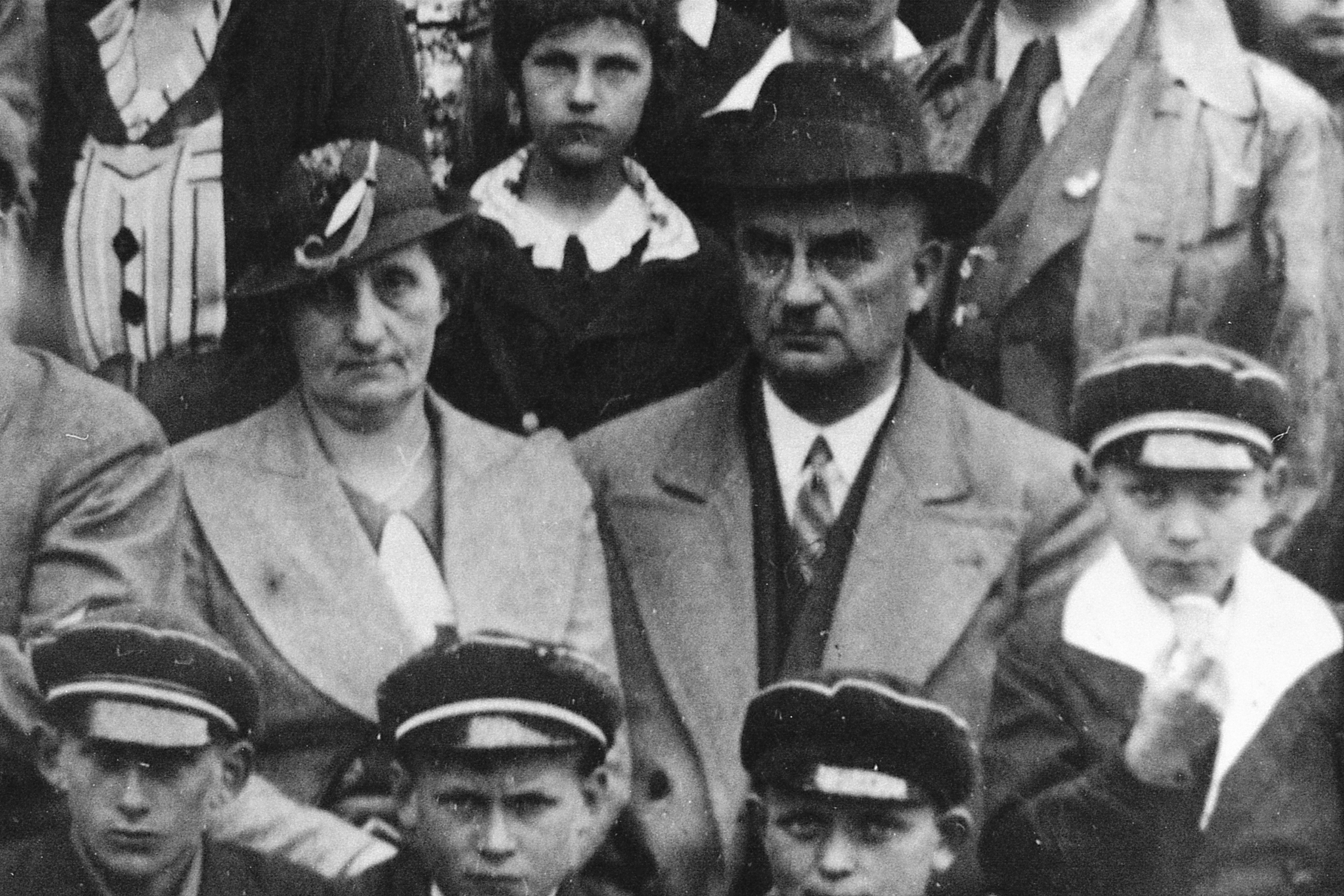
z uczniami i żoną na wycieczce do Wieliczki

W 1929 został urlopowany ze szkolnictwa w Polsce i skierowany do szkolnictwa polskiego poza granice kraju. 1 lipca trafił do Złotowa, do nowo utworzonej tam szkoły  (wówczas na terytorium Niemiec pod niem. nazwą Flatow); od początku roku szkolnego 1929/1930 objął jej kierownictwo. Będąc jej dyrektorem mieszkał przez większość czasu poza Polską, gdzie została jego rodzina (miał córkę Irenę i dwóch synów, Edwarda i Henryka), przyjeżdżając do kraju jedynie na krótko. Wraz z innymi nauczycielami szkoły brał udział w życiu kulturalnym Złotowszczyzny, organizował wycieczki dzieci do Polski (m.in. do Wieliczki ze zwiedzaniem Poznania, Częstochowy i Krakowa), przygotowywał dziecięce przedstawienia okolicznościowe (np. jasełka przed Bożym Narodzeniem), wygłaszał pogadanki i referaty dla rodziców przy kawie i pączkach, a nawet niekiedy (wspólnie z Józefem Mozolewskim i Izydorem Mackowiczem) organizację owych pogadanek współfinansował .
Pracując i aktywnie działając na polu społeczno-kulturalnym polskiej mniejszości narodowej na Pomorzu odwiedzał często w pobliskim Zakrzewie swego szwagra, ks. Bolesława Domańskiego, proboszcza miejscowej parafii, „Księdza Patrona” Polaków w Rzeszy Niemieckiej, od 1931 prezesa Związku Polaków w Niemczech. Wraz z ks. Domańskim i nauczycielem Kanią kierował pracami towarzystwa młodzieży w Zakrzewie .
Był przewodniczącym złotowskiego rejonu konferencyjnego, wygłaszał tam odczyty i pogadanki skierowane tak do kolegów nauczycieli, jak i szerszych kręgów Polonii ziemi złotowskiej, V Dzielnicy Związku Polaków w Niemczech. Jedna z opinii władz szkolnych określała jego działalność następująco:

...umiał [...] znaleźć mnóstwo dróg i sposobów do konsekwentnego wcielania w życie moralnych i kulturalnych wartości własnego Narodu, wdrażając powierzoną sobie młodzież do śmiałego i czynnego wyznawania przekonań polskich

### Od 1939

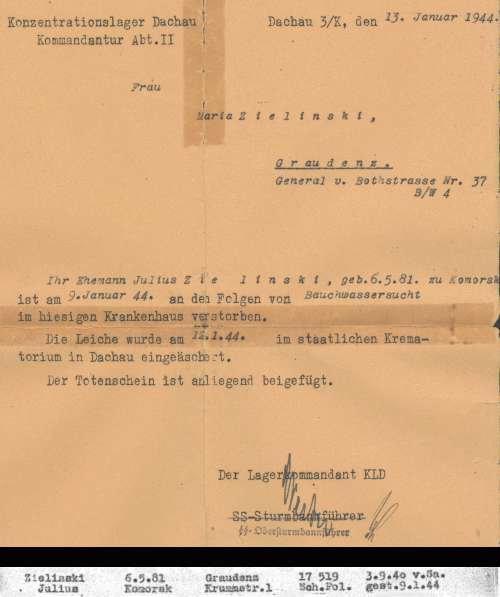
zawiadomienie o śmierci oraz wpis w księdze obozowej KL Dachau

Wybuch II wojny światowej zastał Juliusza Zielińskiego z rodziną w Grudziądzu, wraz z żoną ewakuowali się na wschód. Uniknął w ten sposób egzekucji, które nastąpiły w pierwszych dniach po wkroczeniu wojsk niemieckich na nauczycielach wzywanych pod pretekstem organizowania dla nich „konferencji”. Po upadku Warszawy powrócił z rodziną do Grudziądza, i tu wkrótce, na początku października 1939, aresztowany został przez Selbstschutz wraz z całą grupą miejscowej inteligencji. Więziony był w przekształconym w więzienie segregacyjne dla Polaków „Internacie Kresowym”. Przetrzymywany w więzieniu pod zarzutem „polonizowania dzieci niemieckich w Złotowie” był wielokrotnie przesłuchiwany, ale zwolniony został do domu po kilku tygodniach, 8 grudnia 1939.
Z pozostałą w domu rodziną (tzn. z żoną i wnuczką, ponieważ obaj synowie, walczący w szeregach Wojska Polskiego, po kampanii wrześniowej znaleźli się w niewoli, zięć ukrywał się przed Niemcami, a córce Irenie nakazano opuszczenie mieszkania) przebywał kilka zimowych miesięcy, do marca 1940, kiedy aresztowało go Gestapo. W więzieniu w Grudziądzu przebywał kilka dni, po czym został z całą grupą wywieziony w nieznanym kierunku. Po kilku tygodniach nadeszła wiadomość, że przebywa w obozie koncentracyjnym Sachsenhausen. We wrześniu 1940 przewieziony został do KL Dachau, gdzie otrzymał numer obozowy 17519. Zmarł w obozie w styczniu 1944, według oficjalnego komunikatu na „niewydolność serca i układu krążenia wskutek puchliny brzusznej” (Versag von Herz und Kreislauf bei Bauchwassersucht). Podczas jego pobytu w obozie małżeństwu Zielińskich skonfiskowano dom przy ul. Filomatów 1 w Grudziądzu, żona Maria musiała wyprowadzić się poza miasto; zmarła w 1948.

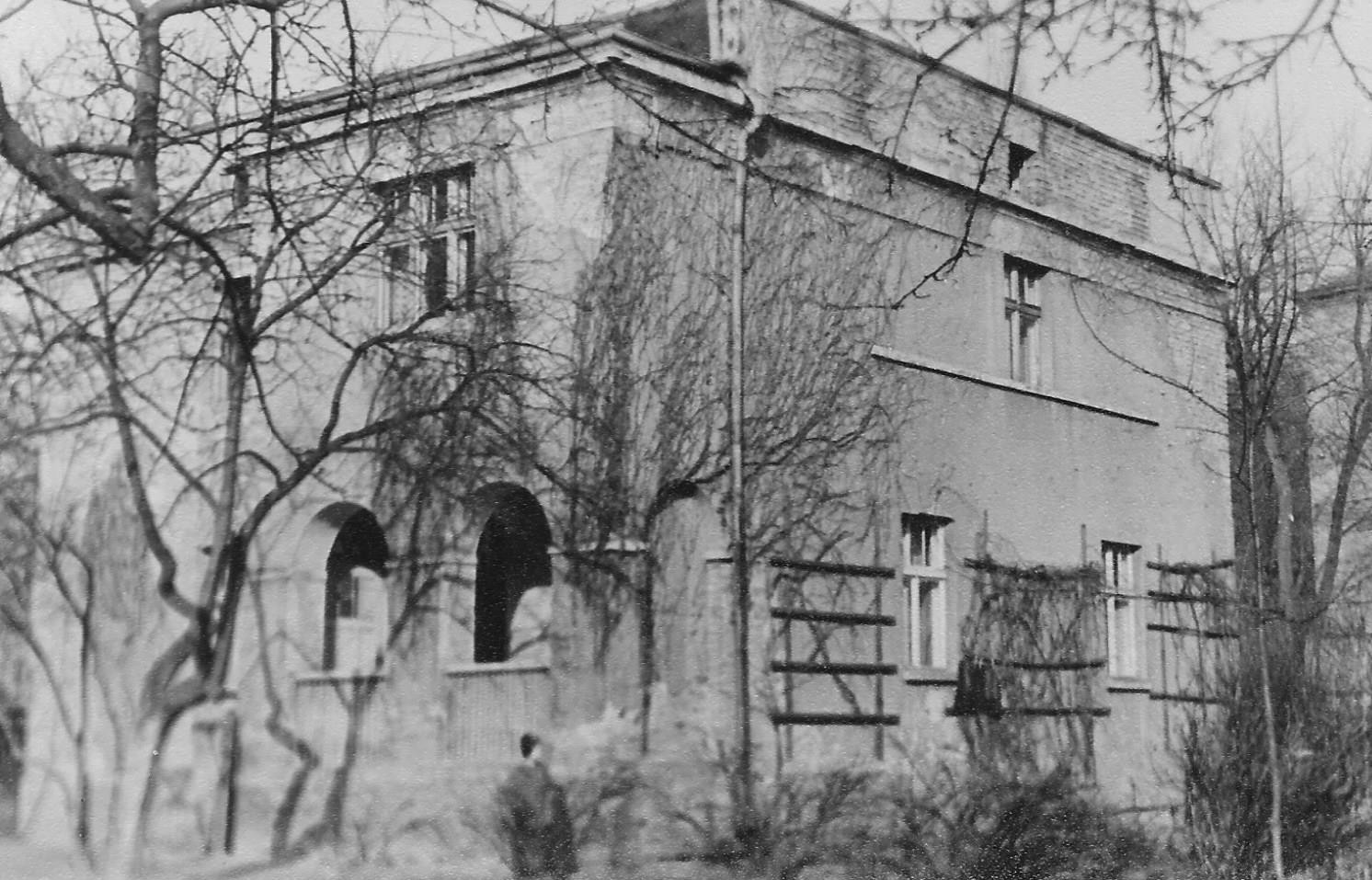
Dom Zielińskich w Grudziądzu
przy ul. Filomatów 1 (stan w 1961 r.)

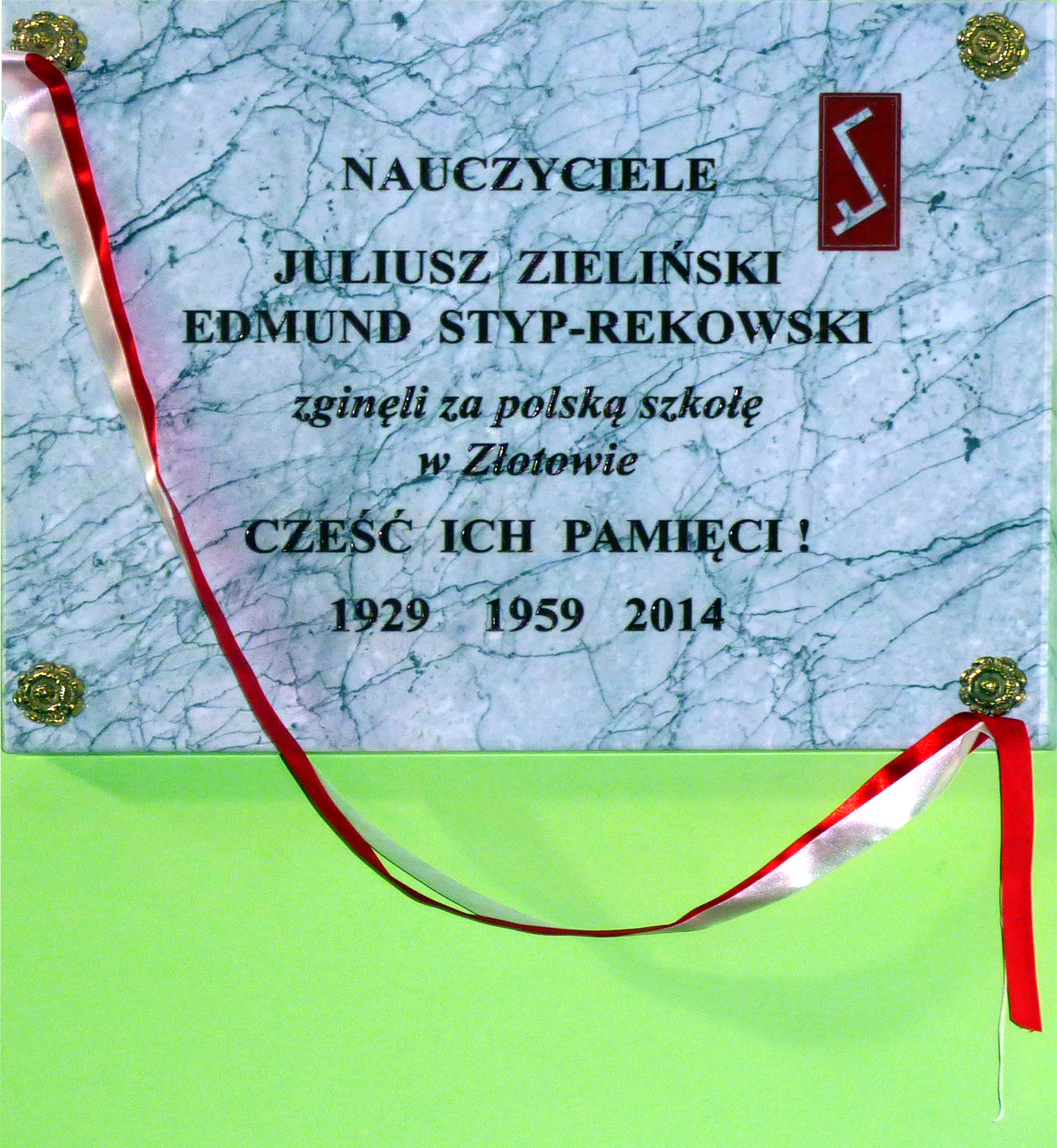
Tablica pamiątkowaZastąpiła w ścianie Szkoły Podstawowej nr 1 w Złotowie

## Pamięć
Pamięć po Juliuszu Zielińskim utrzymywana jest w Złotowie od zakończenia II wojny światowej do czasów współczesnych. W roku 1959, w 30 rocznicę utworzenia tam polskiej szkoły, w kultywującej jej tradycję Szkole Podstawowej nr 1 wmurowano w ścianę tablicę pamiątkową poświęconą jemu i drugiemu nauczycielowi – Edmundowi Styp-Rekowskiemu. Tablica ta zastąpiona została w nową (na zdjęciu obok) w roku 2014. Także w roku 2014 Juliusz Zieliński został patronem ronda na skrzyżowaniu ulic Nieznanego Żołnierza i Szkolnej z Aleją Piasta w Złotowie. W Muzeum Ziemi Złotowskiej znajdują się także drobiazgi i dokumenty pozostałe po Juliuszu Zielińskim, przekazane przez jego rodzinę . Pamiątki te znalazły swoje miejsce w ekspozycji Muzeum .